# Отражения, или Истинное
«Отражения, или Истинное» — спектакль Театра имени Пушкина по пьесе Тома Стоппарда. Премьера состоялась 16 марта 2012 года.

## Краткое содержание
Женатый драматург Генри влюбляется в супругу своего друга — Анни. Они уходят из семей, чтобы соединиться друг с другом. Но совместная жизнь оказывается не такой безоблачной. Паре предстоит перебороть ревность, взаимные упреки и недовольство. Тем более что в конфликт будут периодически вмешиваться их бывшие вторые половинки — Шарлотта и Макс. Среди отражений, которыми так богата жизнь, героям предстоит найти истинное.

## Действующие лица
- Макс — Григорий Сиятвинда
- Шарлотта — Вера Воронкова
- Генри — Андрей Заводюк
- Анни — Виктория Исакова
- Билли — Николай Кисличенко / Антон Феоктистов
- Дебби — Анастасия Лебедева
- Броуди — Николай Кисличенко / Антон Феоктистов

## Пресса о спектакле
«Хотя в спектакле звучит фраза о том, что любовь не литературна и описать её нельзя, всей труппе спектакля „Отражения, или Истинное“ удалось доказать обратное. После представления зрители выходят с чувством удовлетворения и счастья. И это самое важное».— Алина Артес, «Wecherom.ru»

"Русский заголовок в какой-то мере иллюстрирует прием автора, смешавшего реальное с театральным. Большая сцена, конечно, усилила бы театральность. Маленькая тяготеет к «Истинному». Для режиссёра Олега Тополянского оно казалось важнее «Отражений».— Мария Седых, «Итоги»